# فيكونت

فيكونت (بالفرنسية: vicomte [vikɔ̃t]؛ بالإنجليزية: viscount) (أو فيكونتيسة للنساء؛ بالفرنسية: vicomtesse [vikɔ̃tɛs]؛ بالإنجليزية: viscountess) هو لقب يستخدم في بعض البلدان الأوروبية لوصف طبقات متفاوتة من النبل. كان لقب فيكونت ومايماثله في تلك الحقبات التاريخية لقباً إدارياً أو قضائياً ولم يكن وارثياً. لم يصبح اللقب متوارثاً حتى وقت لاحق بفترة طويلة. من العادات الفرنسية أن لا يتم ترجمة اللقب.

## اصل الكلمة
كلمة فيكونت «viscount» تعود جذورها إلى الفرنسية القديمة «visconte» (الفرنسية الحديثة: vicomte) وهي اصلا مؤخوذه من لاتينية العصور الوسطى nbsp« vicecomitem» وهو اسم وصفي للفعل « vicecomes » ;من اللاتينية السوقية «vice» ;وتعني نائب بالإضافة للكلمة اللاتينية «comes» كوميس (في الأصل تعني «مرافق» وهو الموثوق في البلاط الروماني).